# Ghiacciaio Carleton
Il ghiacciaio Carleton è un ghiacciaio lungo circa 10 km situato nella regione centro-occidentale della Dipendenza di Ross, nell'Antartide orientale. Il ghiacciaio, il cui punto più alto si trova a circa 2700 m s.l.m., si trova nell'entroterra della costa di Scott e ha origine dal versante nord-occidentale del monte Lister, nel versante nord-occidentale della dorsale Royal Society, da dove fluisce verso nord, scorrendo lungo il versante occidentale dell'altopiano Chaplains, fino a unire il proprio flusso a quello del ghiacciaio Emmanuel.

## Storia
Il ghiacciaio Carleton è stato mappato da membri dello United States Geological Survey (USGS) grazie a fotografie aeree scattate dalla marina militare statunitense nel periodo 1960-64, e così battezzato dal Comitato consultivo dei nomi antartici in onore del Carleton College, di Northfield, nel Minnesota, che aveva inviato alcuni ricercatori in Antartide.